# Korneel Evers
Korneel Evers (Almelo, 16 juni 1979) is een Nederlands acteur en cabaretier. Samen met Arjan Smit en Chris King Perryman vormt hij het cabarettrio Brokstukken. Daarnaast is hij bekend van verschillende films, tv-series en theaterproducties.

## Biografie
Evers werd geboren in Almelo, waar hij tot zijn achtste woonde. Daarna verhuisde hij naar Wierden, waar hij zijn basisschoolperiode afrondde. Evers ging naar de middelbare school in Almelo. Op de havo zette hij zijn eerste stappen op het toneel bij de schooltoneelgroep Titsing. Sinds zijn 15e speelt Evers in verschillende rockbands, waaronder Fairfight (als gitarist) en The Guides (als zanger/gitarist).
Na een jaar Sociaal Pedagogische Hulpverlening in Zwolle en een jaar Pabo in Hengelo, heeft Evers anderhalf jaar gewerkt. Onder meer als vuilnisman. In die periode deed hij auditie in Utrecht, waar hij in januari 2004 afstudeerde aan de Hogeschool voor de Kunsten, faculteit theater, afstudeerrichting acteren (acteur/maker).
Tijdens zijn studie speelde Evers bij Het Laagland en Theatergroep MAX. Na zijn studie speelde hij bij verschillende gezelschappen, zoals De Bloeiende Maagden (INRI) en Eigen Werk van Pieter Tiddens (Habbo & Habbo). Hij trad ook op in Het Sinterklaasjournaal en speelde kleine rollen in films als Staatsgevaarlijk (2005) en De Brief voor de Koning (2008). 
In 2005 bereikte Evers samen met Arjan Smit en Chris King Perryman onder de naam "Brokstukken" de finale van het VARA Leids Cabaret Festival. Ook speelde het trio al op Lowlands Laughing Matters, Paaspop, het Zwarte Cross Festival en in de zomerprogrammering van het Vondelpark. In 2006 verzorgde hij met Brokstukken de komische rode draad bij Kerstcircus Cascade in de Stadsschouwburg Utrecht. Brokstukken toerde tot december 2009 met het tweede avondvullende programma 'Rode Dwerg'.
In seizoen 2008/2009 speelde Evers samen met Dames voor na Vieren een hoofdrol in de muzikale familievoorstelling De Diepvriesdames, naar het gelijknamige verhaal van Annie M.G. Schmidt.
Evers doet ook reclamewerk voor televisie en radio. In 2009 speelde hij de rol van dijkwachter in een campagne voor ING. In datzelfde jaar was hij te zien in De Badgasten, het improvisatieprogramma op BNN en sprak hij stemmen in voor de Nickelodeon-serie Sorry, ik heb geen hoofd.
Evers speelde een bijrol in de Nederlandse achtdelige misdaadserie Penoza, waarin hij te zien was als de 'jonge Thomas Acda'. Momenteel staat hij op de planken met Brokstukken. Het derde avondvullende programma heet 'Three Times A Lady'.
Begin 2011 was hij te zien in de Telefilm De Sterkste Man van Nederland van regisseur Mark de Cloe en sprak hij de stem in van Ranger Jones in de Nederlands gesproken versie van de bioscoopfilm Yogi Bear.
In maart 2011 startten de opnamen van de speelfilm De Heineken Ontvoering, de verfilming van de ontvoeringszaak van biermagnaat Freddie Heineken, onder regie van Maarten Treurniet. De hoofdrollen worden vertolkt door Rutger Hauer, Korneel Evers, Reinout Scholten van Aschat, Gijs Naber en Teun Kuilboer. De opnamen vonden plaats in en rond de omgeving van Amsterdam en in Zuid-Afrika en duurden tot eind mei 2011. De Heineken Ontvoering is op 3 november 2011 uitgebracht. 
In 2012 was Evers op televisie te zien in de serie Feuten seizoen twee en in Van God Los.

## Filmografie

### Film
- 2022: Met mes - agent
- 2021: Luizenmoeder - Jordy
- 2018: Het hart van Hadiah Tromp - Ben
- 2013: Feuten: Het Feestje - Mauring van de Berg
- 2012: Verknipt
- 2011: De Heineken Ontvoering - Jan Boellaard[2]
- 2008: De brief voor de koning - poortwachter van Dagonaut
- 2005: Staatsgevaarlijk - soldaat

### Televisie
- 2023: Panduloria - Cornulas
- 2021: Goede tijden, slechte tijden - John Leeftink
- 2019: Oogappels - Beveiliger
- 2015: Trollie - Jelmar
- 2014: A'dam - E.V.A. - Marty Kloosterboer
- 2012: Gerede Twijfel
- 2012: Van God Los, seizoen 2
- 2012: Laat me niet lachen
- 2011: Feuten - Mauring van de Berg
- 2011: Flikken Maastricht afl. Begraven - gastrol
- 2010: Penoza - jonge Frans
- 2010: Sesamstraat
- 2010: Tijd voor Theater - zichzelf
- 2009: Sorry, ik heb geen hoofd - verschillende stemmen
- 2009: De Badgasten
- 2005 en 2009: Sinterklaasjournaal

### Reclame
- 2009: ING - dijkwachter
- 2008: Mars Celebrations - dj
- 2008: Jeep
- 2008: Dodge
- 2006: Amstel Bier
- 2005: Bibliotheek.nl Al@din

### Theater
- 2024: Robin Hood - Theater Sonnevanck & Phion Orkest
- 2010-2011: Three Times a Lady
- 2008-2009: Rode dwerg
- 2008-2009: De diepvriesdames - kapper (regie: Frank Lammers)
- 2006: Kerstcircus Cascade - Con Calore (regie: Jos Groenier)
- 2005-2008: Doggy Punch (eindregie: Titus Tiel Groenestege)
- 2004: Habbo & Habbo gaan uit stampen - Habbo jr. (met: Pieter Tiddens, regie: Cees Brandt)
- 2004: I.N.R.I. - apostel (regie: Titus Tiel Groenestege)
- 2004: De Grote Korneel Show (en dat wat hij nooit zou doen) - solo
- 2003: De vijfde kamer - oom Klaas (Theatergroep Max, regie: Moniek Merkx)
- 2002: Lie or Die (regie: Moniek Merkx)
- 2002: Achter glas (Hogeschool voor de Kunsten Utrecht)
- 2002: Ifigineia koningskind - oude man (Stichting Het Laagland, regie: Inez Derksen)

## Trivia
- In 2018 eindigde Evers als vierde in de kennisquiz De Slimste Mens.
- In 2010 won Brokstukken een CabaretAward in de categorie Grootst Aanstormend Talent.
- In 2006 werd Brokstukken bekroond met de prijs voor Grootst Aanstormend Talent tijdens de uitreiking van de CabaretAwards.
- In 2005 behaalde Evers met Brokstukken de finale van het VARA Leids Cabaret Festival.
- Sinds 2002 speelt hij als zanger-gitarist in de rockband The Guides.